# Börtingtjärnen (Lycksele socken, Lappland)
Börtingtjärnen är en sjö i Lycksele kommun i Lappland och ingår i Öreälvens huvudavrinningsområde. Sjön har en area på 0,0681 kvadratkilometer och ligger 334,2 meter över havet. Börtingtjärnen ligger i Öreälven Natura 2000-område.

## Delavrinningsområde
Börtingtjärnen ingår i det delavrinningsområde (715504-162982) som SMHI kallar för Ovan Bärmyrbäcken. Medelhöjden är 320 meter över havet och ytan är 11,45 kvadratkilometer. Räknas de 74 avrinningsområdena uppströms in blir den ackumulerade arean 1 117,19 kvadratkilometer. Avrinningsområdets utflöde Öreälven (Örån) mynnar i havet. Avrinningsområdet består mestadels av skog (93 procent). Avrinningsområdet har 0,07 kvadratkilometer vattenytor vilket ger det en sjöprocent på 0,4 procent.